# Бродвей Дэнни Роуз
«Бродвей Дэнни Роуз» (англ. Broadway Danny Rose) — чёрно-белый комедийный кинофильм режиссёра Вуди Аллена, снятый в 1984 году. Фильм получил премию BAFTA за лучший оригинальный сценарий, а также был номинирован на премии «Оскар» и «Золотой глобус». Фильм был показан вне конкурса в 1984 году на Каннском фестивале.
Кассовые сборы в США составили $10 600 497. За первый уик-энд фильму удалось собрать $953 794.
Песни «Agita» и «My Bambina» написал и исполнил Ник Аполло Форте. В его исполнении также звучат популярные песни «All of You» (автор Коул Портер) и «You’re Nobody till Somebody Loves You». Глория Паркер (Gloria Parker) исполняет на бокалах с водой мелодии «The Band Played On» и «Begin the Beguine». Кроме того, в фильме звучат неаполитанские мотивы «Funiculì, Funiculà» и «Вернись в Сорренто».

## Сюжет
Суетливый и невезучий менеджер Дэнни Роуз (Вуди Аллен), занимающийся в основном раскруткой разных чудаков от шоу-бизнеса, берётся за карьеру Лу Канова (Ник Аполло Форте), некогда подававшего надежды, а ныне почти позабытого певца. Дело осложняет любвеобильность подопечного, чему не мешает даже статус женатого человека. И вот, когда Дэнни договаривается о грандиозном бенефисе для Лу, тот заявляет, что будет выступать, если только в зале будет находиться его новая пассия по имени Тина (Миа Фэрроу). Менеджер вынужден отправиться к Тине, чтобы уговорить её пойти на концерт, а чтобы никто ничего не заподозрил, он должен выдавать её за свою спутницу. Ценой больших усилий Дэнни добивается согласия Тины, однако возникает новое затруднение: один из поклонников Тины посылает за ними по пятам своих братьев-гангстеров, которые желают проучить нового ухажёра.

## В ролях
- Вуди Аллен — Дэнни Роуз
- Миа Фэрроу — Тина Витале
- Ник Аполло Форте — Лу Канова
- Милтон Берл — в роли самого себя
- Херб Рейнольдс — Барни Данн
- Пол Греко — Вито Рисполи
- Фрэнк Риндзулли — Джо Рисполи
- Эдвин Бордо — Джонни Рисполи
- Сэнди Ричман — Тереза
- Джеральд Шёнфельд — Сид Бакарак
- Ольга Барбато — прорицательница Ангелина

## Награды[2]
- 1985 — премия BAFTA за лучший сценарий (Вуди Аллен)
- 1985 — премия Гильдии сценаристов США за лучший оригинальный сценарий (Вуди Аллен)
- 1985 — премия «Давид ди Донателло» за лучший сценарий иностранного фильма (Вуди Аллен)
- 1985 — две номинации на премию «Оскар»: лучшая режиссура (Вуди Аллен) и лучший сценарий (Вуди Аллен)
- 1985 — номинация на премию «Золотой глобус» за лучшую женскую роль в комедии или мюзикле (Миа Фэрроу)